# 横浜市立日吉台小学校
横浜市立日吉台小学校（よこはましりつ ひよしだいしょうがっこう）は、神奈川県横浜市港北区にある市立の小学校。略称は「台小（だいしょう）」。

## 概要
日吉駅の西側に位置する横浜市立小学校である。令和5年に創立150周年を迎えており、港北区内でも長い歴史を有する小学校である。
学区はすべて横浜市立日吉台中学校の学区に属する。
本校より横浜市立下田小学校、横浜市立矢上小学校、横浜市立箕輪小学校が分離独立している。

## 歴史

### 校名の由来
本校が所在する地域はかつて「駒林村」と呼ばれており、本校の校名にもなったが、現在は地名としては残っていない。「駒林神社」や後に名を残す目的で名付けられた「横浜市立駒林小学校」としては残っている。現在の校名である「日吉台」は、日吉地区東急分譲地が「日吉台」と名付けられたことに由来する。

### 沿革
抜粋して掲載。
- 1863年（文久3年）- 駒林村清林金蔵寺の寺子屋「清林学舎」設立。
- 1873年（明治6年）- 学制による正規の小学校に移行。
- 1875年（明治8年）- 県令により、村名をとって「駒林学校」と改称。
- 1923年（大正12年）- 校名を「駒林尋常小学校」と改称。
- 1932年（昭和7年）- 昭和4年に日吉地区東急分譲地が「日吉台」と名付けられ、校名を「日吉台尋常小学校」と改称。
- 1940年（昭和15年）- 当時日本一と言われた木造2階建ての校舎（17教室）完成。
- 1947年（昭和22年）- 木造校舎8教室完成。「横浜市立日吉台小学校」と改称。
- 1959年（昭和34年）- 下田分校開設。
- 1962年（昭和36年）- 横浜市立下田小学校が独立開校。
- 1966年（昭和40年）- 鉄筋3階建校舎（現管理棟）完成。
- 1969年（昭和43年）- 体育館棟完成。
- 1973年（昭和47年）- 横浜市立矢上小学校が独立開校。下田小学校より横浜市立日吉南小学校が独立。
- 1976年（昭和51年）- プール棟完成。
- 2020年（令和2年）- 横浜市立箕輪小学校開校。

### 戦時中の出来事
- 1944年7月のサイパン陥落後、学童疎開が実施された。空いた校舎には海軍省人事局功績調査部が移転している。
- 最初に建てられた校舎は戦災により焼失していて、現在の校舎は戦後に改修工事されたものである。

## 学校教育目標
出典
「みずから生きる　ともに生きる　日吉台の子」
一人ひとりの子どもにしっかり教え、しっかり引き出す指導を通して、「知」「徳」「体」「公」「開」で示す"横浜の子ども"の育成を目指すとしている。

## 校歌・校章

### 校歌
- 現在では校歌は2番までしか歌われていないが、制定当初は3番も存在した。1番と2番は現在同様の歌詞で「遊び」と「学び」が歌われているが、3番に「戦争」が歌われていたため、戦後の平和主義に基づき現在の2番までの校歌となった。

### 校章[4]
- 今は歌われていない校歌の第三節にあった「正しく・強くやさしきに」をモチーフに、「剣と鷹の翼」と「桜の花」を図案化して作られたものである。
- 戦後、剣は取ったほうが良いということでなくなっているが、鷹の翼は「強く」を，桜の花は「やさしく」を表している。
- 日吉台小学校から分離独立した横浜市立下田小学校は、京都御所の左近桜・右近橘にあやかって「橘」をモチーフにした校章となっている（橘の校章は、この周辺がかつて橘樹郡に属していたことにも由来している）[5]。

### 文化の鐘の逸話
- 文化の鐘とは、本校に置かれた始業と終業を告げる鐘で、近隣住民のシンボルでもあった。戦時中の1941年（昭和16年）に発令された金属回収令を受け、文化の鐘も回収対象となったが、同時の学内関係者が協同して存在を隠蔽したという逸話が残る。このことは今も尚、当時の卒業生らによって在校生に語り継がれている。現在では文化の鐘は使われておらず、保管されている。

## 交通
- 東急東横線・東急目黒線・東急新横浜線、横浜市営地下鉄グリーンライン 日吉駅から徒歩5分